# TV6 (Lituania)
TV6 (en lituano: TV6 Lietuva) es un canal de televisión privado de Lituania perteneciente a All Media Lietuva. Se trata de un canal dirigido al público masculino.

## Historia
El canal inició emisiones como Tango TV el 31 de marzo de 2002, aunque el 15 de septiembre de 2008 el canal adoptó su denominación actual. 
TV6 emite en HD desde el 26 de julio de 2018, al igual que el resto de canales pertenecientes a All Media Baltics. 
En 2022, TV6 adoptó su imagen corporativa actual.

## Programación
El canal emite programas y series dirigidos al público masculino, incluyendo programas de coches, series policiales y de acción, pero también series de comedia y retransmisiones deportivas, como la Liga de Campeones de la UEFA. El canal también emite producciones extranjeras dobladas al lituano.